# NGC 1470
NGC 1470 est une galaxie spirale située dans la constellation de l'Éridan. NGC 1470 a été découverte par l'astronome américain Frank Müller en 1886.

## Caractéristiques
Sa vitesse par rapport au fond diffus cosmologique est de 6 509 ± 48 km/s, ce qui correspond à une distance de Hubble de 96,0 ± 6,8 Mpc (∼313 millions d'al).
La classe de luminosité de NGC 1470 est I-II.